# Urbán de Vargas
Urbano Barguilla y de Ripalda, conocido como Urban de Vargas (Falces, 31 de mayo de 1606 - Valencia, 8 de octubre de 1656)  fue uno de los compositores más destacados del siglo XVII en el ámbito hispánico. Ejerció su magisterio en diferentes capillas musicales, como las de las principales iglesias de Huesca, Pamplona, Daroca, Calatayud (colegiatas de Santa María y del Santo Sepulcro), El Pilar de Zaragoza (por dos veces), Burgos y Valencia, donde falleció. 

## Biografía
Urban de Vargas, bautizado en la parroquia de Santa María de Falces, fue el tercero de cinco hermanos. Empezó a estudiar música y canto con el maestro de capilla de la catedral de Burgos, Luis Bernardo Jalón, «hasta que esté en estado que pueda ejercer la facultad de maestro de capilla en tiempo de dos años primeros venientes de la data de esta escritura», según habían concertado los padres con el citado maestro. Al parecer, Vargas dejó de pagar sus clases y la deuda se arrastró durante bastante tiempo, lo que le acarreó futuros juicios en los que el maestro Jalón le reclamaba el dinero acordado por las clases (100 ducados).
Sin embargo, un año antes de que finalizara su aprendizaje ya constaba como maestro de capilla en la catedral de Huesca, donde permaneció desde el 29 de abril de 1627 hasta el 2 de agosto de 1629, con un salario de 120 escudos de plata. Fue despedido de su puesto en Huesca el 2 de agosto de 1629, por intentar convencer a algunos infantes que se fueran de la catedral. Al parecer, anteriormente, el 1 de mayo de aquel mismo año Vargas había ganado la oposición al magisterio de la catedral de Pamplona, y quiso llevarse consigo algún infante como valía de la capilla musical oscense.
En Pamplona sucedió a Mateo Calvete y permaneció como maestro de capilla hasta 1637. Fue aquí donde comenzaron los pleitos con su antiguo maestro. Este, al enterarse del éxito y las rentas que recibía su antiguo alumno pretendió cobrar lo que se le adeudaba. Comenzó entonces un largo pleito (1630-33) del cual no se sabe si se llegó a efectuar el pago. En todo caso, no hubo enfrentamientos profesionales entre estos dos personajes, claro ejemplo de ello fue la creación años más tarde (1651) de al menos una obra fruto de la colaboración entre maestro y discípulo. Un segundo pleito en el que Vargas se vio implicado en 1635  motivó su cese como maestro de capilla en la catedral de Pamplona. Parece ser que defendió a un tiple huérfano de la Capilla de Música que era llevado contra su voluntad a una casa noble de Madrid para ser castrado y convertirlo en tiplón. En consecuencia, sufrió encarcelamiento preventivo sin que se oyera su versión (18 de enero de 1636). Nuevos juicios llevaron a Vargas a la determinación de salir del reino.
Tras su marcha de Pamplona en 1637 llegó a Calatayud (Zaragoza), donde según parece fue maestro de capilla de la colegiata de Santa María. Después de Calatayud, Vargas aparece fugazmente en Daroca (Zaragoza), donde recientemente había fallecido el maestro de su iglesia colegial, Íñigo Camargo; «y en su lugar vino Urbán de Vargas, navarro, hombre casado y por serlo hubo dificultad en admitirle; diósele de salario lo mismo y el mismo hábito; fue llamado de Calatayud y se fue los últimos de noviembre de dicho año.» Se ha especulado sobre la posibilidad de la existencia de un Urbán sacerdote en Zaragoza y Burgos, y otro casado en Daroca y Calatayud, pero toda una serie de datos lleva a afirmar la existencia de un único Urbán de Vargas. 
A partir de ahí creció su fama, hasta (tras pasar como canónigo en Burgos, y por Zaragoza de nuevo) llegar a Valencia -y por su sola fama, pues se le recibió sin oposición- en 1653, en cuya metropolitana le sobrevino la muerte tres años más tarde, no sin antes haber demostrado su integración en la sociedad levantina, donde llegó a trabajar algunas composiciones en lengua valenciana.  
Vargas llegó a enseñar a músicos después de cierto renombre, como los maestros Miguel Juan Marqués, Luis Vicente Gargallo y, acaso, Juan Bautista Cabanilles. Cabe destacar también las colaboraciones profesionales con algunos de los principales músicos del ámbito hispánico de su tiempo, como Juan Bautista Comes, Luis Bernardo Jalón, Carlos Patiño, Juan Gómez de Navas, el carmelita portugués fray Manuel Correa o Diego de Pontac, entre otros.
Consta que estuvo casado con Luisa de Zabalza y Amezqueta, de quien tendría tres hijos.

## Obra
Sus obras suponen un número bastante elevado en comparación con las conservadas de otros compositores de la misma época. Su producción se articula en dos grupos diferenciados: música en latín y música en romance. Por cada tres de sus obras conservadas «en vulgar», hay una obra compuesta en latín. 
En una época en la que la policoralidad había logrado gran éxito, Vargas destaca como uno de los compositores españoles del siglo XVII que llegaron a escribir a mayor número de voces. En sus producciones llegó a componer, desde los solos con acompañamiento continuo, hasta para dieciséis voces en cinco coros, combinadas en ocasiones con un variado abanico de instrumentos propios del momento.
Abundan sus villancicos sobre «siestas», sobre juegos y diversiones populares, asuntos graciosos o burlescos. Su obra magna, sin embargo, es el símbolo de la fe católica «Quicumque», falsamente atribuido a San Atanasio de Alejandría, que es uno de los tres textos del credo que admite la Iglesia católica. La obra (1651) la realizó por encargo (es la única musicalización polifónica de dicho texto que conocemos), con la intención de que fuera cantada con igual solemnidad que las Pascuas. Vargas pretendía, aparte de expresar el simbolismo del texto, realizar una especie de pequeño tratado en donde exponer los conocimientos de la época en ámbito hispánico en cuanto a teoría de los afectos y retórica musical se refiere.